# Molophilus (Molophilus) paratetrodonta
Molophilus (Molophilus) paratetrodonta is een tweevleugelige uit de familie steltmuggen (Limoniidae). De soort komt voor in het Australaziatisch gebied.